# Misura esterna
In matematica, in particolare nella teoria della misura, una misura esterna è una funzione definita su tutti i sottoinsiemi di un dato insieme, a valori reali estesi, che soddisfa alcune condizioni tecniche supplementari. 
La teoria generale delle misure esterne è stata sviluppata da Constantin Carathéodory per trovare una base per la teoria degli insiemi misurabili e delle misure numerabilmente additive. Il lavoro di Carathéodory sulle misure esterne ha trovato molte applicazioni nella teoria degli insiemi misurabili ed è stata essenziale a Hausdorff per definire un invariante metrico ora chiamato dimensione di Hausdorff.
Le misure sono generalizzazioni di lunghezza, area e volume, e sono utili per insiemi molto più irregolari di semplici intervalli o palle aperte in {\displaystyle \mathbb {R} ^{3}}. Si richiede la definizione di una funzione di misura generalizzata {\displaystyle \varphi } che soddisfa le seguenti tre condizioni:
- Ogni intervallo dei reali {\displaystyle [a,b]} ha misura {\displaystyle b-a}.
- La funzione di misura {\displaystyle \varphi } è una funzione non negativa a valori reali estesi definita per ogni sottoinsieme di {\displaystyle \mathbb {R} }.
- La funzione di misura {\displaystyle \varphi } è numerabilmente additiva. In modo esplicito, per ogni successione {\displaystyle \{A_{j}\}_{j}} di sottoinsiemi a due a due disgiunti di {\displaystyle X} si ha:

{\displaystyle \varphi \left(\bigcup _{i=1}^{\infty }A_{i}\right)=\sum _{i=1}^{\infty }\varphi (A_{i})}
Lo scopo di costruire una misura esterna per tutti i sottoinsiemi di {\displaystyle X} è quello di estrarre un'opportuna classe di sottoinsiemi detti misurabili in modo che la proprietà di additività numerabile sia soddisfatta.

## Definizione
Una misura esterna è definita come una funzione definita su tutti i sottoinsiemi di un insieme {\displaystyle X}:
{\displaystyle \varphi :2^{X}\rightarrow [0,\infty ]}
tale che:
- L'insieme vuoto ha misura esterna zero:

{\displaystyle \varphi (\varnothing )=0\ }
- {\displaystyle \varphi } è monotona, ovvero se {\displaystyle A\subseteq B} allora:

{\displaystyle \varphi (A)\leq \varphi (B)}
- {\displaystyle \varphi } è numerabilmente subadditiva. Esplicitamente, per ogni successione {\displaystyle \{A_{j}\}_{j}} di sottoinsiemi di {\displaystyle X} non necessariamente disgiunti si ha:

{\displaystyle \varphi \left(\bigcup _{j=1}^{\infty }A_{j}\right)\leq \sum _{j=1}^{\infty }\varphi (A_{j})}
Si noti che la monotonia non segue dalla subadditività (mentre seguirebbe, ad esempio, dall'additività).
La definizione permette di definire il concetto di misurabilità nel modo seguente. Un insieme {\displaystyle E\subset X} è {\displaystyle \varphi }-misurabile (o Carathéodory-misurabile mediante {\displaystyle \varphi }) se e solo se per ogni sottoinsieme {\displaystyle A\subset X} si ha:
{\displaystyle \varphi (A)=\varphi (A\cap E)+\varphi (A\cap E^{c})}
Si dimostra che gli insiemi {\displaystyle \varphi }-misurabili formano una σ-algebra, e {\displaystyle \varphi } ristretta agli insiemi misurabili è una misura completa numerabilmente additiva.
Questo metodo è noto anche come costruzione di Carathéodory, ed è uno dei modi per arrivare al concetto di misura di Lebesgue, molto importante nella teoria della misura e nella teoria degli integrali.

## Misura esterna e topologia
Sia {\displaystyle (X,d)} uno spazio metrico e {\displaystyle \varphi } una misura esterna su {\displaystyle X}. Se {\displaystyle \varphi } è tale che:
{\displaystyle \varphi (E\cup F)=\varphi (E)+\varphi (F)}
ogni volta che:
{\displaystyle d(E,F)=\inf\{d(x,y):x\in E,y\in F\}>0}
allora {\displaystyle \varphi } è detta misura esterna metrica. 
Si dimostra che se {\displaystyle \varphi } è una misura esterna metrica su {\displaystyle X} allora ogni sottoinsieme di Borel di {\displaystyle X} è {\displaystyle \varphi }-misurabile, dove gli insiemi di Borel di {\displaystyle X} sono gli elementi della più piccola σ-algebra generata dagli insiemi aperti.

## Costruzione delle misure esterne
Sia {\displaystyle X} un insieme, {\displaystyle C} un sottoinsieme di {\displaystyle 2^{X}} che contiene l'insieme vuoto e sia {\displaystyle p} una funzione a valori reali estesi su {\displaystyle C} che si annulla sull'insieme vuoto. Si dimostra che la funzione {\displaystyle \varphi } tale che:
{\displaystyle \varphi (E)=\inf \left\{\sum _{i=1}^{\infty }p(A_{i})\right\}\quad A_{i}\in C}
dove l'estremo inferiore si estende su tutte le successioni {\displaystyle \{A_{i}\}} di insiemi di {\displaystyle C} che ricoprono {\displaystyle E}, è una misura esterna di {\displaystyle X}. Per convenzione, se non esiste una tale sequenza allora l'estremo inferiore è infinito.

### Misure esterne in spazi metrici
Esistono diverse procedure per costruire le misure esterne su un insieme. Nel seguito si descrive una seconda procedura, più adatta alla costruzione di misure esterne sugli spazi metrici in quanto produce misure esterne metriche.
Sia {\displaystyle (X,d)} uno spazio metrico, {\displaystyle C} un sottoinsieme di {\displaystyle 2^{X}} che contiene l'insieme vuoto e sia {\displaystyle p} una funzione a valori reali estesi su {\displaystyle C} che si annulla sull'insieme vuoto. Per ogni {\displaystyle \delta >0} si definisca:
{\displaystyle C_{\delta }=\{A\in C:\operatorname {diam} (A)\leq \delta \}\qquad \varphi _{\delta }(E)=\inf \left\{\sum _{i=1}^{\infty }p(A_{i})\right\}}
dove l'estremo inferiore si estende su tutte le successioni {\displaystyle \{A_{i}\}_{i}} di insiemi di {\displaystyle C_{\delta }} che ricoprono {\displaystyle E}. Nel caso in cui {\displaystyle \delta \leq \delta '} si ha che {\displaystyle \varphi _{\delta }'\leq \varphi _{\delta }}, dal momento che l'estremo inferiore è preso su una classe più piccola quando {\displaystyle \delta } diminuisce. Di conseguenza, esiste il limite:
{\displaystyle \lim _{\delta \rightarrow 0}\varphi _{\delta }(E)=\varphi _{0}(E)\in [0,\infty ]}
Si dimostra che {\displaystyle \varphi _{0}} è una misura esterna metrica su {\displaystyle X}. Questa costruzione è usata nella definizione delle misure di Hausdorff per uno spazio metrico.